# Wangjiang
Wangjiang (chiń. upr. 望江县; chiń. trad. 望江縣; pinyin Wàngjiāng Xiàn) – powiat w południowo-wschodniej części prefektury miejskiej Anqing w prowincji Anhui w Chińskiej Republice Ludowej. Liczba mieszkańców powiatu, w 1999 roku, wynosiła 595 238.